# 페르소나 5: 더 팬텀 X
페르소나 5: 더 팬텀 X는 2024년 블랙 윙즈 게임 스튜디오에서 개발하고 중화인민공화국과 대한민국에서는 퍼펙트 월드가, 타이완과 동남아시아에서는 Iwplay World가, 전 세계적으로는 세가가 배급하는 롤플레잉 비디오 게임이다. 이 게임은 아틀러스의 《페르소나》 시리즈의 스핀오프 작품으로, 더 큰 《여신전생》 프랜차이즈의 일부이다. 2024년 4월 중국에서 오픈 베타 테스트가 시작되었고, 같은 달 타이완, 홍콩, 마카오, 대한민국에서 공식 출시되었다. 2025년 6월 26일에 안드로이드, iOS, 윈도우 장치용으로 전 세계에 영어로 출시되었다.
《페르소나 5》의 스태프가 개발에 참여했는데, 시리즈 프로듀서 와다 카즈히사가 프로젝트 감독을 맡고, 소에지마 시게노리가 주인공 원더를 디자인했으며, 코즈카 료타가 메인 테마를 작곡했다. 이 게임은 현대 도쿄를 배경으로 하며 페르소나의 힘을 사용하는 인물을 따라간다. 주인공이 여가 시간을 사용하여 능력치를 올리고 캐릭터와 유대감을 형성하는 사회 시뮬레이션 요소와, '팰리스'와 '메멘토스'라고 알려진 이세계 던전 탐험 요소가 결합되었다. 원작 게임의 괴도단을 포함하여 도시에서 만난 사람의 인지 버전은 가챠 시스템을 통해 팰리스에서 소환하여 사용할 수 있다.

## 게임플레이
주로 모바일 게임 기기용으로 제작된 부분 유료화 게임의 형식에 맞춰, 페르소나 5: 더 팬텀 X는 페르소나의 메커니즘을 다양한 변경 사항과 함께 적용했다. 주요 타이틀작과 마찬가지로 사회 시뮬레이션과 던전 탐험 요소가 결합되었다. 그러나 5 본 게임에서 사용하는 달력 시스템 대신 두 활동 모두 팬텀 X에서는 시간이 지남에 따라 보충되거나 통화를 사용하여 복원되는 에너지를 소모하는 방식으로 다른 모바일 게임과 유사한 방식으로 바뀌었다.
현대 도쿄의 학교에 다니는 남성 침묵하는 주인공(플레이어가 이름을 짓지만, 공식적으로는 카미시로 나기사로 불리며, 원더라는 코드네임도 붙여진다)으로서 플레이어는 스토리 이벤트를 경험하고, 수업에서 질문에 답하며, 방과 후나 휴일에 도시를 자유롭게 탐험하여 다양한 활동에 참여한다. 일부는 원더가 경험치나 돈을 얻는 데 도움을 주며, 다른 일부는 지식이나 용기와 같은 그의 사회적 능력치를 향상시켜 게임 플레이에 다른 방식으로 영향을 미친다. 또한 플레이어는 "도시 일정" 기능을 사용하여 제안된 활동 목록과 사용 가능한 보상을 확인할 수 있다.
또한 팬텀 X에서는 "협력자" 시스템을 사용하여 원더가 도쿄에서 상호 작용할 수 있는 여러 캐릭터가 있다. 메인 시리즈에서의 상호작용 스토리와 비교하여 크게 재작업되었다. 랭크 수는 증가했지만, 모든 랭크가 고유한 대화로 이어지지는 않는다. 협력자의 인지 버전 또한 가챠 시스템을 사용하여 소환할 수 있는 특수 유닛으로 나타난다.
페르소나 5처럼 던전 탐험은 잠재 의식의 욕구로 생성된 영역인 이세계에서 이루어지며, 이는 메멘토스와 팰리스로 구성된다. 메멘토스는 절차적으로 생성된 여러 층으로 구성된 다양한 공간으로, 주로 재화 파밍 및 일일 퀘스트 수행에 사용되는 반면 팰리스는 다양한 보스가 지배하는 스토리 관련 레벨이다.
전투 게임플레이는 페르소나 기존 시리즈에 충실하며, 적의 약점을 공격할 때 "원 모어" 메커니즘을 사용하는 턴제 시스템을 사용한다. 그러나 메인 시리즈와 달리 "원 모어" 활성화는 항상 특정 스킬로 이어지며 플레이어가 추가 행동을 완전히 컨트롤할 수 없으며, 일부는 필요한 공격 횟수를 나타내는 게이지가 주어졌기 때문에 모든 적을 한 턴에 "다운"시킬 수 없다. 모든 적이 다운되면 플레이어는 강력한 "총공격"을 수행할 수 있다.

## 시놉시스
고카츠 학원 수업 중 잠들어 있던 나기사는 페르소나 사용자의 성장을 위해 존재하는 페르소나 시리즈에서 나오는 장소인 벨벳 룸으로 이끌려 간다. 벨벳 룸은 바다에 잠긴 터널 형태로, 이고르와 조수 메로페가 거주한다. 이고르는 나기사를 벨벳 룸으로 데려온 이유로 나기사가 선택에 대해 알고 있다는 점을 든다. 이후 나기사는 교실에서 깨어난다.
학교에서 집으로 돌아오던 길에 나기사는 말하는 부엉이 루페르를 만난다. 루페르의 말을 듣던 중 배달 오토바이 운전자가 나기사를 들이받으려 하지만, 나기사는 실수로 자신과 루페르를 인간의 무의식적인 욕망을 나타내는 초자연적인 영역인 이세계로 데려간다. 루페르는 인간의 희망과 욕망이 빼았기고 있으며, 나기사의 욕망도 마찬가지라고 설명한다. 이세계를 떠나려던 중, 두 사람은 인간을 보면 공격하는 왜곡된 욕망에서 형성된 생명체인 섀도에게 공격받는다. 나기사는 자신의 페르소나인 야노식을 각성시키고 루페르의 도움으로 섀도를 물리쳐 현실 세계로 돌아온다.
루페르는 나기사에게 지하철에서 고의적으로 여성을 들이받아 여성혐오적 욕망을 채우는 전직 야구 선수 키우치 타케유키를 지목하며, 그를 막기 위해서는 이세계 내에 있는 키우치의 팰리스(야구 경기장)에 들어가 왜곡된 욕망의 원천인 그의 보물을 훔쳐야 한다고 말한다. 다음 날 학교로 가는 길에 나기사는 반 친구 아라이 모토하와 그녀의 친한 친구 노게 토모코를 만난다. 토모코는 모토하가 갑자기 야구를 그만둔 후 프로 야구 선수가 되기를 열망한다. 토모코는 모토하가 키우치에게 들이받히는 것을 막았지만, 토모코 자신이 선로에 던져져 부상을 입어 야구를 할 수 없게 된다. 모토하는 키우치의 마음을 바꾸기로 결심한다.
나기사와 루페르는 키우치의 팰리스에 들어가고, 모토하도 팰리스에 들어왔다는 것을 발견한다. 모토하는 섀도 형태의 키우치에게 언어적 비난을 받은 후 자신의 페르소나를 각성시킨다. 키우치의 팰리스를 탐색하는 동안, 그들은 모토하가 키우치가 던진 슬라이더를 쳤던 것과 키우치가 호스티스를 고용했다는 스캔들로 인해 야구 팀에서 쫓겨나 사무직을 하게 되었고, 이로 인해 그의 여성혐오적 욕망이 생겨났다는 것을 알게 된다. 나기사, 루페르, 모토하는 섀도 키우치를 물리치고 그의 보물을 훔쳐, 키우치가 경찰에 자수하도록 만든다.
세 사람은 괴도단으로서 함께 활동하며, 다른 여섯 개의 팰리스에서 보물을 훔치기로 약속한다. 고카츠 학원 학생인 카노 슌은 괴도단에 합류하여, 자신의 플랫폼을 이용해 레스토랑을 인수하고 저렴한 재료를 사용하여 이익을 얻는 부정직한 푸드 칼럼니스트 미야자와 히로무의 마음을 개심시키러 한다.

## 개발
퍼펙트 월드 스튜디오는 2021년 4월에 트레일러로 팬텀 X 작업을 처음 공개했다. 코드 네임: X라는 제목으로, 전 세계적으로 천만 장 이상 판매된 "유명 일본 콘솔 게임 시리즈"의 첫 모바일 진출작이라고 주장했다. 이 영상은 페르소나 5를 연상시키는 미학과 음악을 특징으로 했지만, 페르소나 시리즈와의 연관성은 공식적으로 확인되지 않았다. 페르소나 5 본편과의 연관성은 나중에 웹사이트의 이미지 파일 이름와 트레일러 끝의 이진 코드를 통해 발견되었으며, 이는 페르소나 5X로 번역되었다.
페르소나 5: 더 팬텀 X는 Perfect World의 자회사인 Black Wings Game Studio에서 시리즈 개발사인 P-Studio(아틀러스)와 그 모회사인 세가의 감독하에 개발되었다. 페르소나 스태프는 게임의 스토리와 설정에 대한 의견을 제공했으며, 괴도단의 캐릭터화에 대한 아이디어를 직접 제시했고, 이는 블랙 윙즈 스태프가 팬텀 X 원본 캐릭터로 전환했다.
페르소나 시리즈의 총괄 프로듀서 와다 카즈히사가 프로젝트의 감독을 맡았다. 비즈니스 프로듀서 우다 요스케는 아틀러스 측에서 게임의 프로듀서를 맡았고, 이전에 《페르소나 5 로열》, 《페르소나 5 스크램블》, 《페르소나 5 택티카》에서 작업했던 시나리오 기획자 뉴타 유스케는 개발 디렉터 및 주요 시나리오 기획자로 이름을 올렸다.

### 음악
오프닝 테마 "Ambitions and Visions"는 아틀러스 사운드 팀의 코즈카 료타가 작곡하고 재스민 웹이 작사했다. 사운드 디렉터 야오 칭에 따르면, 이 곡은 원작의 "펑크와 록"을 "계승"하고 "빠른 템포의 J-pop 방향으로 확장"하여 게임의 음악 스타일을 정의하는 데 도움을 주었다. 나머지 음악은 BlackWings Audio Station 스태프가 자체적으로 제작했으며, 아킴R이 가사를 썼다. 기본적인 작곡과 편곡을 마친 후, 음악은 아틀러스의 감독에게 보내져 검토와 편집이 이루어졌다. 결과가 양측을 모두 만족시키자 아틀러스는 페르소나 5 보컬리스트 린과 녹음을 진행했다. 페르소나 5와 페르소나 3 리로드의 원본 음악 중 메구로 쇼지가 작곡한 곡들이 포함되었다.
21곡이 수록된 오리지널 사운드트랙 첫 번째 볼륨이 2024년 4월 12일에 발매되었다.

## 출시

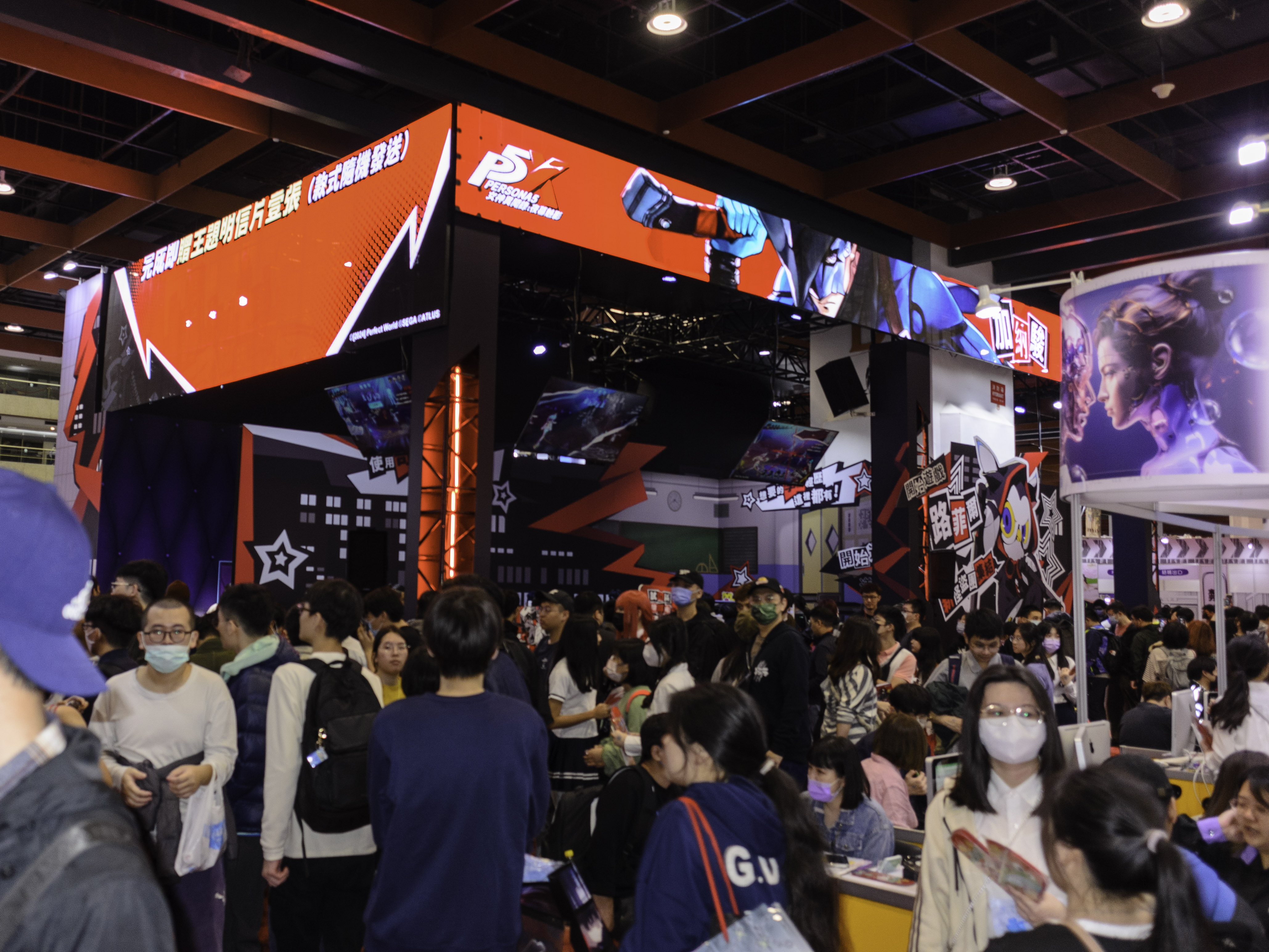
2024 타이베이 국제 만화 및 애니메이션 페스티벌에서 홍보되는 페르소나 5: 더 팬텀 X

이 게임은 2023년 3월 16일 일본 제목인 페르소나 5: 더 팬텀 X로 안드로이드와 iOS용으로 공식 공개되었다. Perfect World는 중국에서 게임을 배급 및 운영할 것이라고 발표했지만, 다른 지역에서의 출시 계획은 언급되지 않았다.
'침투 테스트'라는 제목의 첫 번째 소규모 비공개 베타 테스트는 발표 직후인 2023년 3월 29일부터 3월 31일까지 진행되었다. 당시 Perfect World는 PC 버전을 발표하지 않았지만, 베타는 안드로이드 외에 윈도우에서도 이용할 수 있었다. 두 번째 '각성 테스트'는 2023년 8월 18일부터 8월 31일까지 진행되었다. 마지막 비공개 베타 테스트인 '마음 강탈 테스트'는 2024년 1월 16일부터 1월 30일까지 진행되었다.
오픈 베타 테스트는 2024년 4월 12일 중국 본토에서 시작되었고, 타이완, 홍콩, 마카오, 대한민국에서는 2024년 4월 18일에 공식 출시되었다.
2024년 9월 도쿄 게임 쇼 발표의 일환으로, 아틀러스는 페르소나 5: 더 팬텀 X를 일본에서 출시할 것이라고 발표했다. 이 게임은 안드로이드, iOS, 스팀, 구글 플레이 게임에서 이용할 수 있다. 비공개 베타 테스트는 2024년 11월 29일부터 12월 5일까지 진행되었다. 팬텀 X는 2025년 6월 26일에 전 세계 지역에서 출시되었으며, 출시 하루 전에 사전 다운로드가 가능했다. 동남아시아에서는 2025년 7월 3일에 출시되었다.

## 평가
몇몇 비평가는 《페르소나 5: 더 팬텀 X》의 전투 메커니즘, 그래픽, 스토리 등 여러 요소가 원작 《페르소나 5》와 매우 흡사하다는 점을 긍정적으로 평가했다. IGN의 사라 스웨이츠는 《페르소나 5: 더 팬텀 X》가 "《페르소나 5》의 소름 끼치는 반영"처럼 느껴진다고 썼다.
게임의 스토리는 엇갈린 평가를 받았다. 스웨이츠와 바이스의 작가 브렌트 코엡은 주요 등장인물을 칭찬했다. 그러나 첫 번째 적인 키우치(게임 내 지칭 "지하철 어깨빵남")는 밈으로 돌면서 플레이어에게 조롱당했다. 유로게이머의 코너 마카르는 키우치가 사람들(주로 여성)을 들이받는 실제 사건에 기반했지만, 키우치가 "지하철 전체가 나에게 어깨빵을 위한 곳"이라고 말하는 바람에 진지하게 받아들이기 어려웠다고 지적했다. 《페르소나 5: 더 팬텀 X》의 디렉터 뉴타 유스케 또한 키우치를 비판했으며, 키우치 스토리를 짠 작가는 더 이상 개발팀에 없다고 말했다.

## 내용주
1. ↑  P-Studio의 추가 작업 및 지원
2. 1 2  이푸 선, 마사노리 아키타, 무빙포인트, 론 쿠이, 오란, 세윈드, 시마이 왕[2]
3. ↑  중국어: 女神异闻录：夜幕魅影(여신 이문록: 밤의 환영)
4. ↑  영어 버전에서는 이름과 성의 8자 제한으로 인해 원더의 성이 "Kamisiro"로 철자된다.